# 荷蘭百大單曲榜
荷蘭百大單曲榜（英語：Dutch Single Top 100）或稱百大單曲榜（英語：Single Top 100）是由荷蘭排行榜製作的音樂排行榜，於2004年5月1日正式發布。

## 外部連結
- 荷蘭百大單曲榜 （页面存档备份，存于）